# Agotime Kpetoe

Agotime Kpetoe (eller bara Kpetoe) är en ort i sydöstra Ghana, nära gränsen till Togo. Den är huvudort för distriktet Agotime Ziope, och folkmängden uppgick till 6 797 invånare vid folkräkningen 2010.